# Севілья Пуерто-Рико
ФК «Севілья Пуерто-Рико» (ісп. Sevilla Fútbol Club Puerto Rico) — пуерто-риканський футбольний клуб з Хункоса, заснований у 2006 році. Виступає в PRSL. Домашні матчі приймає на стадіоні «Естадіо Севілья», місткістю 13 500 глядачів.

## Історія
Клуб заснований у 2006 році як фарм-клуб «Пуерто-Рико Айлендерз». Базувався в Баямоні.
З 2008 року команда стала фарм-клубом іспанської «Севільї» та перебазувалася до Хункоса. Клуб виступав у Північноамериканській футбольній лізі та USL.